# Michael J. Ryan
Michael "Mike" Joseph Ryan (Sligo, 1965) é um ex-cirurgião e epidemiologista especializado em doenças infeciosas e saúde pública. É diretor executivo do Programa de Emergências em Saúde da Organização Mundial da Saúde (OMS), onde lidera a equipa responsável pela contenção e tratamento internacional da COVID-19. Ryan ocupou posições de liderança e trabalhou em várias equipas de resposta a surtos, para erradicar a propagação de doenças, incluindo disenteria bacilar, cólera, febre hemorrágica da Crimeia-Congo, ébola, doença do vírus Marburg, sarampo, meningite, febre recorrente, febre do vale Rift, SARS e Shigelose.

## Início de vida e educação
Ryan é natural da cidade de Curry, perto de Tubbercurry, no Condado de Sligo, na Irlanda. Cresceu na cidade de Charlestown, no condado de Mayo. O seu pai trabalhava como marinheiro mercante.
Ryan formou-se em medicina na Universidade Nacional da Irlanda em Galway. Depois, especializou-se em ortopedia na Escócia. Ryan tem um mestrado em saúde pública pela University College Dublin . Mais tarde, ele concluiu a formação em controlo de doenças transmissíveis, saúde pública e doenças infecciosas na Health Protection Agency, em Londres. Ryan também concluiu o Programa Europeu de Formação em Epidemiologia de Intervenção (EPIET).

## Carreira

### Início de carreira
Em julho de 1990, Ryan mudou-se para o Iraque com a sua namorada, com quem mais tarde casou, para formar médicos iraquianos. Logo após a sua chegada, ocorreu a invasão do Kuwait, que suspendeu o seu trabalho e fez com que ele e a sua esposa fossem obrigados a trabalhar como médicos em cativeiro, trabalhando, muitas vezes, sob coação. Até um comboio militar colidiu com um veículo onde Ryan estava, fraturando-lhe várias vértebras. Eventualmente, Ryan e sua esposa foram autorizados a deixar o Iraque devido aos seus ferimentos. A grave lesão nas costas de Ryan proibiu-o de trabalhar como cirurgião. Mudou-se para o campo da saúde pública e das doenças infecciosas.
Ryan trabalhou com a Fundação Bill e Melinda Gates, nos seus esforços para acabar com as doenças infeciosas em África.

### Carreira na OMS
Em 1996, Ryan entrou para a Organização Mundial da Saúde para trabalhar numa unidade recém-aberta, focada em epidemias e doenças infeciosas, sob a direção do especialista em doenças infeciosas, David L. Heymann. Ele desenvolveu diretrizes de resposta a surtos de sarampo como parte integrante da equipa do Programa Expandido de Imunização (EPI), que implementou a vigilância de paralisia flácida aguda, que é como a poliomielite é erradicada.
De 2000 a 2003, Ryan foi coordenador da Resposta Epidémica na OMS. Em 2001, estava no Uganda, onde era chefe de uma equipa de especialistas internacionais envolvidos na contenção da epidemia de Ébola. Durante esse período, ele esteve em áreas de conflito como a República Democrática do Congo, onde a ajuda humanitária era frequentemente atacada e assassinada. Em 2003, ele trabalhou, também, como Coordenador Operacional do surto de SARS.
De 2005 a 2011, Ryan foi diretor de operações globais de alerta e resposta da OMS. Durante esse período, ele trabalhou no desenvolvimento do Centro Estratégico de Operações em Saúde da OMS e do Sistema de Gestão de Eventos. Ele trabalhou na implementação do Regulamento Sanitário Internacional (RSI), entre outros deveres relacionados com doenças infeciosas e respostas de emergência a agentes patogénicos e epidemias.
Em 2011, Ryan deixou a OMS e regressou à Galway, na Irlanda, para trabalhar na Iniciativa Global de Erradicação da Poliomielite (GPEI) no Paquistão, Afeganistão e Médio Oriente, onde trabalhou até 2017, regressando depois à OMS.
Nos primeiros dias da crise do Ébola, Ryan era epidemiologista, coordenador de campo, coordenador operacional ou diretor durante a maioria dos surtos em África. De 2014 a 2015, ele foi consultor sénior da Missão das Nações Unidas para Resposta de Emergência ao Ébola (UNMEER) na África Ocidental  Trabalhou, em campo, na Guiné, Libéria e Serra Leoa .
De 2013 a 2017, Ryan trabalhou, de novo, no Médio Oriente como consultor sénior de erradicação da poliomielite e emergências da Iniciativa Global de Erradicação da Poliomielite da Organização Mundial da Saúde (GPEI). O objetivo era erradicar a poliomielite no Paquistão e Afeganistão. Coordenou o suporte operacional e técnico às atividades de resposta a surtos de poliomielite na região da Síria e Iraque. Em 2014, a diretora-geral Margaret Chan nomeou Ryan para o Grupo Consultivo da OMS para a Resposta às Doenças pelo Vírus do Ébola, que foi co-presidido por Sam Zaramba e David L. Heymann. Durante esse período, ficou em Islamabad, Paquistão, no Centro Nacional de Operações de Emergência (NEOC), onde trabalhou com o governo do Paquistão.
De 2017 a 2019, Ryan foi Diretor-Geral Assistente para Preparação e Resposta a Emergências no Programa de Emergências em Saúde da OMS. Em 2019, fez parte da liderança que criou o Relatório Global de Preparação para o Global Preparedness Monitoring Board (GPMB).
Em 2019, Ryan tornou-se Diretor-Executivo do Programa de Emergências em Saúde da Organização Mundial da Saúde, substituindo Peter Salama.
Como parte de seu trabalho na OMS, Ryan aparece regularmente em conferências de imprensa sobre a pandemia de COVID-19. Ryan forneceu respostas para perguntas comuns sobre estratégias para combater a pandemia e encontrar uma vacina. Com base na sua experiência na República Democrática do Congo com o Ébola, Ryan disse que, não obstante o distanciamento social, os bloqueios e as restrições de movimento parem a propagação do COVID-19, a erradicação do vírus exigirá intervenções de saúde pública em larga escala com foco nos princípios centrais de contenção: vigilância comunitária, análise de contactos próximos, isolamento e quarentenas.
Além das suas atividades na OMS, Ryan trabalhou como professor de saúde internacional na University College Dublin. Lecionou medicina e saúde pública nos níveis de graduação e pós-graduação.

## Outras atividades
- Membro fundador da Rede global de alerta e resposta a surtos, (GOARN),[2][4]
- Membro do Grupo Informal de Consultoria sobre a Resposta às Doenças do Vírus Ébola
- Programas de Emergências em Saúde da OMS, Comitê Independente de Supervisão e Assessoria (2016-2017)

## Vida pessoal
Em 1988, Ryan conheceu a sua esposa, Máire Connolly, na faculdade de medicina em Galway. Casaram-se em 1997. Connolly também é médica e escritora, especializada em doenças infeciosas tendo também trabalhado na Organização Mundial da Saúde. É professora de segurança sanitária e doenças infecciosas na Universidade Nacional da Irlanda em Galway. Têm três filhos.
Ryan vive em Genebra, Suíça.

## Obras e publicações selecionadas
- «Rumors of Disease in the Global Village: Outbreak Verification». Emerging Infectious Diseases. 6: 97–102. PMID 10756142. doi:10.3201/EID0602.000201
- «Conceptual framework of public health surveillance and action and its application in health sector reform». BMC Public Health. 2. PMID 11846889. doi:10.1186/1471-2458-2-2
- «An Outbreak of Rift Valley Fever in Northeastern Kenya, 1997-98». Emerging Infectious Diseases. 8: 138–144. PMID 11897064. doi:10.3201/EID0802.010023
- «WHO advocates investment in global infrastructure for outbreaks such as smallpox». BMJ. 326: 447–447. PMID 12595391. doi:10.1136/BMJ.326.7386.447
- «Shigella dysenteriae serotype 1 in west Africa: intervention strategy for an outbreak in Sierra Leone». The Lancet. 362: 705–706. PMID 12957094. doi:10.1016/S0140-6736(03)14227-4
- «Communicable diseases in complex emergencies: impact and challenges». The Lancet. 364: 1974–1983. PMID 15567014. doi:10.1016/S0140-6736(04)17481-3
- «The Global Outbreak Alert and Response Network». Global Public Health. 9: 1023–1039. PMID 25186571. doi:10.1080/17441692.2014.951870
- «Ebola vaccines: keep the clinical trial protocols on the shelf and ready to roll out». The Lancet. 385: 1913–1915. PMID 25843891. doi:10.1016/S0140-6736(15)60645-6
- «Response to a Large Polio Outbreak in a Setting of Conflict — Middle East, 2013–2015». MMWR. Morbidity and Mortality Weekly Report. 66: 227–231. PMID 28253229. doi:10.15585/MMWR.MM6608A6
- «Spatial model for risk prediction and sub-national prioritization to aid poliovirus eradication in Pakistan». BMC Medicine. 15. PMID 29017491. doi:10.1186/S12916-017-0941-2
- «Outbreak of Ebola virus disease in the Democratic Republic of the Congo, April–May, 2018: an epidemiological study». The Lancet. 392: 213–221. doi:10.1016/S0140-6736(18)31387-4